# Sara Berner
Sara Berner (née Lillian Ann Herdan le 12 janvier 1912 – morte le 19 décembre 1969) est une actrice américaine. Elle a commencé sa carrière dans le vaudeville avant de prêter sa voix à des émissions de radio et des courts métrages d'animation. Elle est surtout connue comme étant l'opératrice téléphonique dans le The Jack Benny Program et elle animera également sa propre émission de radio, Sara's Private Caper.
En 1944, la columniste Erskine Johnson (en) décrit Berner comme étant la « plus fameuse voix d'Hollywood,. »

## Biographie
Lillian Ann Herdan naît à Albany (New York) en 1912. Son premier nom d'artiste est une combinaison du nom de sa mère (Sarah) et de son nom de naissance (Berner[pas clair]). Elle est l'aînée de quatre enfants. Sa famille déménage à Tulsa, en Oklahoma, alors qu'elle est adolescente. Lillian Herdan s'intéresse à l'interprétation après avoir visionné des films muets et des spectacles de vaudeville au théâtre.
Après ses études secondaires, Berner joue dans une adaptation d'Abie's Irish Rose. Elle étudie par la suite en arts dramatiques à l'université de Tulsa. Berner déménage ensuite avec sa famille à Philadelphie, en Pennsylvanie, où elle travaille dans un magasin Wanamaker's. Elle en sera renvoyée après avoir immité un client.
Berner anime son premier programme pour une station radio locale. Il s'agit d'une émission de 15 minutes écrite par Arthur Q. Bryan. Elle retourne ensuite à New York dans l'espoir de percer dans l'industrie du showbusiness. En attendant, elle travaille dans une chapellerie de Broadway et en profite pour étudier l'anglais new-yorkais en portant attention à l'accent de Brooklyn des clients.
Berner se faufile lors d'une audition pour la Major Bowes Amateur Hour (en) et est engagée le lendemain. Elle entame une tournée de vaudeville à travers le pays en 1937, qui durera quatre ans. Elle crée notamment un personnage qui fait des imitations de célébrités telles Mae West et Katharine Hepburn,.
Après la fin de la tournée, Berner commence à travailler pour le réseau de radiodiffusion à Hollywood. Elle tient des rôles récurrents dans Fibber McGee and Molly (en), The George Burns and Gracie Allen Show (en) et The Jack Benny Program, où elle joue Gladys Zybisco, la petite amie de Jack Benny, ainsi que l'opératrice téléphonique Mabel Flapsaddle,,,,.

## Sélection d’œuvres

### Courts-métrages

#### Warner Bros.
- C'était la fille d'un acrobate (1937) (voix)
- Confederate Honey (1940) (voix)
- The Hardship of Miles Standish (1940) (voix)
- Le Divorce de Daffy (1941) (voix)
- Daffy chez les indiens (1942) (voix)
- Le Chat de ses dames (1942) (voix)
- Bébé Busard s'en va chasser (1942) (voix)
- Je n'ai que du poil à gratter (1943) (voix)
- Goldilocks and the Jivin' Bears (1944) (voix)
- Le Vautour timide (1945) (voix)
- Book Revue (1946) (voix)
- Biberons et Confusions (1946) (voix)
- Bacall to Arms (1946) (voix)
- Chaud lapin (1948) (voix)
- A Kiddie's Kitty (1955) (voix)

#### MGM
- Baby Puss (1943) (voix)
- Le Petit Chaperon rouge (1943) (voix)
- L'habit fait le moine (1944) (voix)
- Cendrillon fait les trois huit (1945) (voix)
- The Mouse Comes to Dinner (1945) (voix)
- Drôle de canari (1947) (voix)

#### Walter Lantz Productions
- Life Begins for Andy Panda (1939) (voix)
- Knock Knock (1940) (voix)
- Chilly Willy (1953) (voix au début)

#### Walt Disney Productions
- Mother Goose Goes Hollywood (1938) (voix)
- Chasseur d'autographes (1939) (voix)

### Radio
- Fibber McGee and Molly (1939)
- The George Burns and Gracie Allen Show (en) (1940-1949)
- The Jack Benny Program (1940-1955)
- Command Performance (en) (1942-1948)
- Lux Radio Theatre (1942-1948)
- The Red Skelton Program (1944-1949)
- Cavalcade of America (en) (1944)
- The Rudy Vallee Show (1945-1946)
- The Baby Snooks Show (1946)
- The Eddie Cantor Pabst Blue Ribbon Show (1947-1948)
- Sara's Private Caper (1950)
- Life with Luigi (1950-1952)
- The Amos 'n' Andy Show (1950-1955)
- The Jimmy Durante Show

### Film
| Année | Titre                       | Rôle                  | Notes              |
| ----- | --------------------------- | --------------------- | ------------------ |
| 1942  | En route vers le Maroc      | Mabel le chameau      | voix, non-créditée |
| 1943  | Lucky Jordan                | Helen                 | non-créditée       |
| 1945  | Escale à Hollywood          | Jerry la souris       | voix, non-créditée |
| 1945  | The Sailor Takes a Wife     | fille de l'ascenseur  | non-créditée       |
| 1947  | Trafic d'âmes (Wife Wanted) | Agnes                 |                    |
| 1947  | Backlash (en)               | Dorothy               |                    |
| 1948  | The Gay Intruders           | Ethel                 |                    |
| 1949  | Graine de faubourg          | Selma                 |                    |
| 1949  | The Story of Molly X        | Amy                   |                    |
| 1952  | Un amour désespéré          | Mlle Oransky          |                    |
| 1954  | Fenêtre sur cour            | Voisine des Thorwalds |                    |
| 1955  | The Naked Street            | Millie Swadke         |                    |
| 1957  | Spring Reunion              | Paula Kratz           |                    |

### Télévision
| Année           | Titre                  | Rôle                              | Notes                                |
| --------------- | ---------------------- | --------------------------------- | ------------------------------------ |
| 1949            | Oboler Comedy Theater  | inconnu                           | épisode Ostrich in Bed               |
| 1952-1953, 1955 | The Jack Benny Program | Mabel Flapsaddle Slim-Finger Sara | 3 épisodes 1 épisode                 |
| 1952            | This Is Your Life      | elle-même                         | 1 épisode; invitée d'honneur         |
| 1953            | Four Star Revue        | actrice invitée                   |                                      |
| 1955            | The Red Skelton Show   | femme                             | épisode The Cop and the Anthem       |
| 1959            | Hour of Stars          | cliente                           | épisode The Miracle on 34th Street   |
| 1959            | Border Patrol (en)     |                                   | épisode In a Deadly Fashion          |
| 1959            | Playhouse 90           | réceptionniste                    | épisode A Marriage of Strangers      |
| 1967            | CBS Playhouse (en)     | croupière                         | épisode The Final War of Olly Winter |